# Patrick Mannelly
(en) Statistiques sur pro-football-reference
James Patrick Mannelly (né le 18 avril 1975 à Atlanta) est un joueur américain de football américain, évoluant au poste de long snapper.

## Enfance
Patrick naît de l'union de Jay et Patty Mannely. Il étudie à la Marist High School d'Atlanta où il est qualifié comme un bon étudiant. Il intègre l'équipe de football américain et de basket-ball de l'école. Son frère, Bernard, entre à l'université de Notre-Dame où il joue pour les Fighting Irish. Mannelly, après sa dernière année lycéenne, est invité au Georgia-Florida All-Star game et sort diplômé de la Marist High School en 1993.

## Carrière

### Université
Il entre à l'université Duke et joue pour les Blue Devils en football américain. Pendant quatre ans, il est le long snapper titulaire et fait aussi deux saisons comme offensive tackle titulaire. En 1997, pour sa dernière année, il se blesse à la hanche et rate une bonne partie de la saison.

### Professionnel
Patrick Mannelly est sélectionné au sixième tour de la draft de la NFL de 1998 par les Bears de Chicago, au 189e choix. Dès son arrivée, Mannelly est nommé long snapper titulaire et devient un des éléments de cette équipe. De 2003 à 2010, il ne rate aucun match des Bears. Le 27 septembre 2010, il bat le record du plus grand nombre de matchs joués avec la franchise de Chicago, dépassant Steve McMichael et ses 192 matchs. En 2011, contre les Chargers de San Diego, il se rompt le ligament croisé antérieur et déclare forfait pour le reste du championnat. Il est remplacé par Chris Massey. La saison suivante, il bat le record de saisons passées avec les Bears de Chicago avec quinze années. Le 24 décembre 2012, il signe un nouveau contrat d'un an avec cette équipe.

## Palmarès
- Record du plus grand nombre de matchs joués avec les Bears de Chicago (245 matchs)
- Record du nombre de saisons avec les Bears de Chicago (16 saisons)